# Buenaventura Castro Solís
Buenaventura (Ventura) Castro Solís (Illapel, 1802-Ovalle, 1880) fue un político y abogado chileno.
Estudió en el Instituto Nacional, donde logró el título de abogado en 1834. Secretario de la municipalidad de La Serena (1838).
Militante del Partido Liberal, es elegido Alcalde de Abastos de la misma (1849) y alcalde regular de La Serena (1852-1855).
Diputado por Valparaíso (1855-1858), integrando la Comisión permanente de Hacienda, Industria y Artes. Secretario de la Cámara de Diputados en 1856.
Ministro plenipotenciario de Chile en Lima (1860). Regidor de La Serena (1861), se retiró posteriormente de la política y se fue a vivir a su hacienda “Retiro”, en la zona de Ovalle, donde vivió hasta su fallecimiento.